# Йошики Хаяма
Йошики Хаяма (на японски: 葉山 嘉樹) е японски писател на произведения в жанра драма и пролетарска литература.

## Биография и творчество
Йошики Хаяма е роден на 12 март 1894 г. в Тойоцу, Фукуока, Япония, в семейство на самураи. След завършване на средното училище кара подготвителен курс за университета „Васеда“. Поради промените в обществото след ерата Мейджи, живее в голяма бедност и на няколко пъти бива изгонен от университета „Васеда“, понеже не може да посещава редовно занятия и забавя заплащането на таксите за обучение. Работи временни работи, за да се издържа. Накрая се принуждава да напусне учението и става моряк на кораб, пренасящ въглища по маршрута Калкута-Йокохама. После работи в завод за цимент в Нагоя, където след една трудова злополука се опитва да създаде работнически съюз, но няма успех. През 1920 г. започва да пише статии за вестник „Нагоя Шимбун“, а през 1921 г. се включва в работническия съюз и помага на работниците при трудови спорове.
През 1923 г. бива хвърлен в затвора за активно участие в работническото движение, след което се редуват периоди на кратка свобода и отново затвор. По-късно се отдръпва от марксизма и става ентусиазиран поддръжник на японския империализъм. В затвора започва да пише художествени произведения.
Сюжет за романите му дават случки от собствения му живот. Пише силно вълнуващи произведения, в които не проявява никаква сантименталност към своите герои. Представител е на пролетарската школа в японската литература, възникнала около 1920 г., която съществува повече от десетилетие като една от най-влиятелните литературни школи в Япония въпреки правителствените репресии.
Едни от най-известните му произведения са разказите „Проститутката“ от 1925 г., „Писмото, намерено в една торба цимент“ и „Мъже, които живеят на морето“ от 1926 г., роман за ужасните условия на труд на корабите-фабрики.
От 1934 г. живее в Нагано като продължава да пише романи докато работи на строителна площадка. През 1943 г. започва да пише статии за вестник „Manshu“ и няколко пъти ходи до Манджурия. В началото на 1945 г. прави опит да се пресели там в ново село, но поради края на войната и настъплението на съветските войски се връща.
Йошики Хаяма умира от инсулт на 18 октомври 1945 г. в Китай, докато пътува във влака по време на завръщането си. В негова памет е построен паметник в родния му град.

## Произведения
- Rōgoku no hannichi, 牢獄の半日 (1924)
- Inbaifu, 淫売婦 (1925)
- Semento-daru no naka no tegami, セメント樽の中の手紙 (1926)
Писмото, намерено в една торба цимент, изд.: „Народна култура“, София (1973), прев. Христо Кънев
- Umi ni ikuru hitobito, 海に生くる人々(1926)
- Idōsuru sonraku, 移動する村落 (1931)
- Dakuryū, 濁流 (1936)

### Екранизации
- 2016 Aru jokô ki